# Cherono Koech
Cherono Koech (* 8. Dezember 1992 in Kericho) ist eine ehemalige kenianische Mittelstreckenläuferin, die sich auf den 800-Meter-Lauf spezialisiert hat.

## Sportliche Laufbahn
Erste internationale Erfahrungen sammelte Cherono Koech im Jahr 2009, als sie bei den Jugendweltmeisterschaften in Brixen in 2:01,67 min die Goldmedaille über 800 Meter gewann. Im Jahr darauf gewann sie bei den Juniorenweltmeisterschaften im kanadischen Moncton in 2:02,29 min die Silbermedaille und anschließend wurde sie bei den Commonwealth Games in Neu-Delhi im Finale disqualifiziert. 2011 gewann sie bei den Juniorenafrikameisterschaften in Gaborone in 2:06,49 min die Silbermedaille und im September schied sie bei den Weltmeisterschaften in Daegu mit 2:01,48 min im Halbfinale aus. Im Jahr darauf nahm sie an den Olympischen Sommerspielen in London teil und schied dort mit 2:00,53 min ebenfalls im Semifinale aus. 2014 beendete sie dann ihre aktive sportliche Karriere im Alter von 22 Jahren.

## Persönliche Bestzeiten
- 800 Meter: 1:59,68 min, 16. Juli 2011 in Nairobi